# Evarcha obscura
Evarcha obscura är en spindelart som beskrevs av Lodovico di Caporiacco 1947. Evarcha obscura ingår i släktet Evarcha och familjen hoppspindlar. Inga underarter finns listade i Catalogue of Life.